# Ipoides translucens
Ipoides translucens är en insektsart som beskrevs av Evans 1934. Ipoides translucens ingår i släktet Ipoides och familjen dvärgstritar. Inga underarter finns listade i Catalogue of Life.